# Анс-Феа
Анс-Феа (фр. Ance Féas) — муніципалітет у Франції, у регіоні Нова Аквітанія, департамент Атлантичні Піренеї. Анс-Феа утворено 1 січня 2017 року шляхом злиття муніципалітетів Анс i Феас. Адміністративним центром муніципалітету є Феас. Населення — 614 осіб (01.01.2021).